# Temporada de huracanes del Atlántico de 2003
La temporada de huracanes del Atlántico de 2003 fue una temporada potencialmente activa con actividad tropical antes y después de los límites oficiales de la temporada, la primera ocurrencia desde la temporada de 1970. La temporada produjo 21 ciclones tropicales, de los cuales 16 se convirtieron en tormentas nombradas; siete ciclones alcanzaron el estado de huracán, de los cuales tres alcanzaron el estado de huracán mayor. Con dieciséis tormentas, la temporada estuvo empatada en la sexta temporada de huracanes del Atlántico más activa registrada. El huracán más fuerte de la temporada fue el huracán Isabel, que alcanzó categoría 5 en la escala de huracanes de Saffir-Simpson al noreste de las Antillas Menores; Más tarde, Isabel golpeó a Carolina del Norte como un huracán categoría 2, causando daños por $5.5 mil millones (USD 2003) y un total de 51 muertes en la región del Atlántico Medio de los Estados Unidos.
La temporada comenzó con la tormenta subtropical Ana el 20 de abril, antes del inicio oficial de la temporada; Los límites de la temporada son del 1 de junio al 30 de noviembre, que delimitan convencionalmente el período de cada año en que se forman la mayoría de los ciclones tropicales en la cuenca del Atlántico. A principios de septiembre, el huracán Fabian golpeó a Bermudas como un huracán categoría 3, donde fue el peor huracán desde 1926; en la isla causó cuatro muertes y $300 millones en daños (2003 USD). El huracán Juan causó una destrucción considerable en Nueva Escocia, particularmente en Halifax, como un huracán categoría 2, el primer huracán de gran fuerza que golpeó la provincia desde 1893. Además, los huracanes Claudette y Erika azotaron Texas y México, respectivamente, como huracanes mínimos.

## Pronósticos
Los pronósticos de la actividad de huracanes son emitidos antes de cada temporada de huracanes por los destacados expertos en huracanes Philip J. Klotzbach, William M. Gray y sus asociados en la Universidad Estatal de Colorado; y por separado por los pronosticadores de la Administración Nacional Oceánica y Atmosférica (NOAA).
El equipo de Klotzbach (anteriormente dirigido por Gray) definió el número promedio de tormentas por temporada (entre 1951 a 2000) como 12.1 tormentas tropicales, 6.4 huracanes, 2.7 huracanes mayores (tormentas que alcanzan al menos la categoría 3 en la escala de huracanes de Saffir-Simpson) y la Energía Ciclónica Acumulada en un índice 96.1 unidades.
La Administración Nacional Oceánica y Atmosférica (NOAA) define una temporada como superior a lo normal, casi normal o inferior a lo normal mediante una combinación del número de tormentas nombradas, el número que alcanza la fuerza de huracán, el número que alcanza la fuerza de huracán mayor y el índice de la Energía Ciclónica Acumulada.

### Previsiones de pretemporada
El destacado experto en huracanes, el Dr. William M. Gray, predijo el 4 de abril doce tormentas con nombre, ocho de las cuales alcanzarían la fuerza de huracán y tres de las ocho alcanzaron la categoría 3. El 19 de mayo, antes del inicio de la temporada, los meteorólogos de la Administración Nacional Oceánica y Atmosférica (NOAA) emitieron una probabilidad del 55% de actividad por encima de lo normal. Los pronosticadores predijeron de 11 a 15 tormentas tropicales, de las cuales 6 a 9 se convertirían en huracanes y de 2 a 4 de esos huracanes alcanzaron al menos una fuerza de Categoría 3 en la escala de huracanes Saffir-Simpson. La actividad normal anterior predicha se debió a la probabilidad de que se desarrollara La Niña durante la temporada.
La predicción emitida el 30 de mayo fue similar, aumentando las tormentas con nombre a catorce. El patrón sinóptico de la temporada anterior al 1 de junio se parecía a otras temporadas anteriores, siendo las temporadas 1952, 1954, 1964, 1966 y 1998 consideradas las mejores análogas de la temporada. La predicción también incluyó una probabilidad del 68% de que un huracán toque tierra en los Estados Unidos.

### Previsiones en la media temporada
El 6 de agosto, el Dr. Gray anunció que había mantenido su predicción anterior; con un comienzo activo de la temporada, se pronosticó que el resto de la temporada habría sido solo ligeramente superior a la media, debido a un medio ambiente menos favorable previsto en todo el océano Atlántico. Un día después, la NOAA también publicó una predicción actualizada, con una probabilidad del 60% de actividad por encima de lo normal, con 12-15 tormentas con nombre, 7-9 huracanes y 3-4 huracanes importantes previstos.
Una temporada normal, según la define la NOAA, tiene de 6 a 14 tormentas tropicales, de las cuales 4 a 8 alcanzan la fuerza de un huracán y 1 a 3 de las que alcanzan la categoría 3.

## Resumen de la temporada

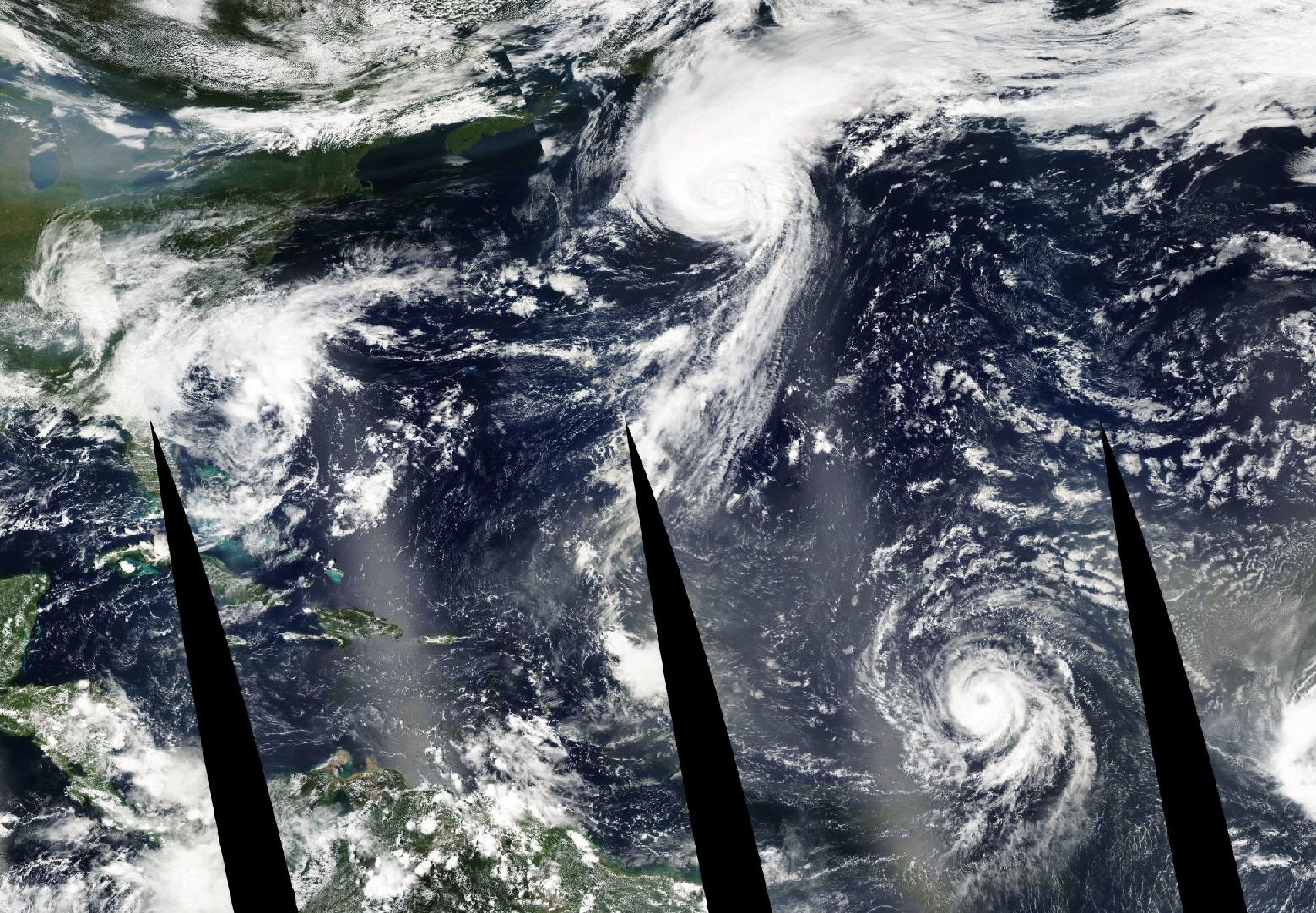
Tres ciclones tropicales simultáneos el 7 de septiembre de 2003; Henri (izquierda), Fabián (centro) e Isabel (derecha).

### Actividad
El comienzo oficial de la temporada fue el 1 de junio de 2003, aunque la tormenta subtropical Ana se formó el 20 de abril, mucho antes del comienzo de la temporada. A partir del inicio oficial de la temporada, el Centro Nacional de Huracanes comenzó a emitir pronósticos de cinco días, que se extienden a los pronósticos de tres días emitidos desde 1964. Los funcionarios realizaron pruebas durante las dos temporadas anteriores, indicando que los nuevos pronósticos de cinco días serían como exactos como lo eran los pronósticos de tres días 15 años antes. Los trópicos estuvieron activos y muy por delante de la climatología en la primera parte de la temporada, y la séptima depresión tropical se formó a fines de julio. La temporada terminó oficialmente el 30 de noviembre de 2003, aunque las tormentas tropicales Odette y Peter se desarrollaron a principios de diciembre.

### Récords
La temporada es una de las seis con tormenta antes y después de los límites oficiales de la temporada; los otros son 1887, 1951, 1953, 1954 y 2007. Cuando se formó la tormenta tropical Peter el 7 de diciembre, la temporada se convirtió en la segunda registrada con dos tormentas en diciembre. Los 235 días entre el desarrollo de la primera tormenta, la tormenta tropical Ana, y la disipación de la última tormenta, Peter, hicieron de la temporada 2003 la temporada más larga desde 1952. La temporada fue la décima más activa registrada, detrás de la de 2020 y 2005. Temporadas 1933, 2012, 2011, 2010, 1995, 1887, 1969, 2019, 2017 y 1936; empató con 1949, 1950, 1954 y 2008.

### Impactos

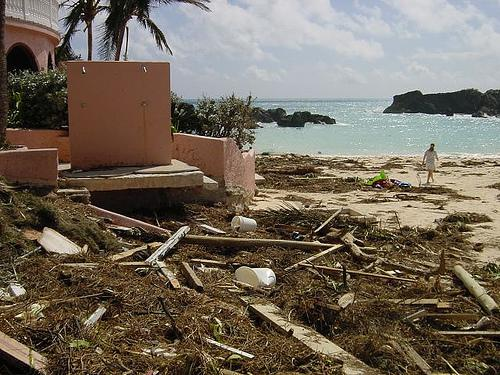
Daños del huracán Fabián en Bermudas

Seis ciclones tropicales tocaron tierra a lo largo de la costa de los Estados Unidos durante la temporada, incluidos dos huracanes. El primero, Claudette, causó grandes daños a nivel local en el sureste de Texas en julio; Se reportaron dos muertes en el estado, mientras que al principio de su duración causó una muerte indirecta por las fuertes olas en Florida. En septiembre, el huracán Isabel causó muertes y daños desde Carolina del Norte hasta el sur de Canadá. El peor daño del huracán ocurrió en Virginia, donde fue el desastre más costoso en la historia del estado; allí, los daños ascendieron a más de $1,850 millones (2003 USD) y hubo 32 muertes, diez de las cuales fueron causadas directamente por el huracán. El huracán Isabel causó muertes en siete estados y una provincia canadiense, y alrededor de 6 millones de personas se quedaron sin electricidad como resultado de la tormenta.
Ningún ciclón en la temporada tuvo un impacto significativo en América del Sur o América Central. Sin embargo, un total de ocho ciclones tropicales tocaron tierra en México desde el Atlántico o el Pacífico, que fue el mayor total desde el récord de nueve en 1971. Un total de siete muertes ocurrieron en México por huracanes del Atlántico. Gran parte del Caribe no recibió un impacto significativo de los ciclones tropicales durante la temporada.
Varios ciclones afectaron a las Bermudas durante la temporada, sobre todo el huracán Fabian. En la isla, su paso resultó ser el más costoso y resultó en la primera muerte desde un huracán en 1926. El huracán mató a cuatro en la isla cuando sus fuertes olas y la marejada ciclónica arrastraron dos autos fuera de la calzada entre la parroquia de St. George y la isla de St. David. Los daños causados por el huracán ascendieron a 300 millones de dólares (2003 USD). En otros lugares, el huracán Juan fue considerado uno de los más dañinos en la historia de Halifax en Nueva Escocia, donde los fuertes vientos derribaron miles de árboles y dejaron áreas bajas inundadas por una marejada ciclónica récord en la ciudad. El huracán causó un total de ocho muertes y daños estimados en $200 millones (2003 CAD, $ 150 millones 2003 USD).

### Energía Ciclónica Acumulada (ACE)
La actividad estacional se reflejó con un índice de Energía Ciclónica Acumulada de 176 unidades, el ECA es, en términos generales, una medida del poder de un huracán multiplicado por el tiempo que existió; por lo tanto, las tormentas duraderas y los sistemas particularmente fuertes dan como resultado altos niveles de la ECA, como Isabel y Fabián, tienen ACE altos. El ACE solo se calcula para avisos completos en sistemas tropicales que superen los 34 nudos (39 mph, 63 km/h) o la fuerza de una tormenta tropical. Los ciclones subtropicales están excluidos del total.

## Ciclones tropicales

### Tormenta tropical Ana
Un área no tropical de baja presión se desarrolló a unas 240 millas (390 km) al sursudoeste de las Bermudas el 18 de abril a través de la interacción de una vaguada en el nivel superior y una vaguada frontal en la superficie. Al principio siguió hacia el noroeste y luego giró hacia el sureste. Después de desarrollar convección centralizada, el sistema se convirtió en la tormenta subtropical Ana el 20 de abril al oeste de Bermuda. Se orientó hacia el este-sureste y se organizó, y el 21 de abril pasó a ser un ciclón tropical con vientos máximos de 97 km/h (60 mph), después de desarrollar un núcleo cálido en los niveles superiores. El aumento de la cizalladura del viento provocó fluctuaciones en la intensidad y una tendencia de debilitamiento constante, y el 24 de abril el centro de Ana se fusionó con un frente frío que se acercaba, lo que indica la finalización de la transición extratropical. Los remanentes extratropicales continuaron hacia el este-noreste, y el 27 de abril el vendaval fue absorbido por el frente frío.
El ciclón es más notable por ser el único ciclón tropical del Atlántico en el mes de abril, hasta la tormenta tropical Arlene en 2017. Cuando Ana se convirtió en tormenta subtropical, se convirtió en el segundo ciclón subtropical registrado en el mes, después de una tormenta en 1992. Ana dejó caer 2.63 pulgadas (67 mm) de lluvia en Bermuda durante un período de varios días. El aumento de las marejadas causadas por la tormenta causó dos muertes por ahogamiento en el sureste de Florida cuando un bote volcó. Los remanentes de la tormenta trajeron lluvias ligeras a las Azores y el Reino Unido, aunque no se informó de daños significativos.

### Depresión tropical Dos
Una onda tropical se movió frente a la costa de África el 6 de junio. Siguiendo hacia el oeste en una latitud baja, una perturbación a lo largo del eje de la ola se organizó mejor el 9 de junio, con condiciones ambientales favorables razonables a pesar de la época del año. Inicialmente careciendo de una circulación de bajo nivel bien definida, la convección aumentó aún más el 10 de junio y el sistema fue declarado depresión tropical Dos temprano el 11 de junio en el Océano Atlántico tropical central. La depresión fue en ese momento el tercer ciclón tropical registrado que se desarrolló en el mes de junio al este de las Antillas Menores; las otras fueron la depresión tropical Dos en 2000, Ana en 1979 y una tormenta en 1933. El próximo sistema de este tipo para lograr esto sería Bret en 2017.
Inicialmente, se pronosticó que la depresión alcanzaría el estado de tormenta tropical, manteniendo un buen flujo de salida y algunas características de bandas alrededor del sistema. Alrededor de las 0900 UTC del 11 de junio, las estimaciones de intensidad basadas en satélites indicaron que la depresión estaba cerca del estado de tormenta tropical. Sin embargo, la convección posteriormente disminuyó y se desplazó hacia el noreste del centro y, a fines del 11 de junio, la depresión degeneró en una onda tropical abierta a unas 950 millas (1,530 km) al este-sureste de Barbados. La onda tropical se mantuvo bien definida con una vorticidad de bajo nivel bien definida, aunque la fuerte cizalladura del viento impidió la remodelación tropical. El 13 de junio, sus restos pasaron por las Antillas Menores y la ola continuó hacia el oeste a través del Mar Caribe.

### Tormenta tropical Bill
La tormenta tropical Bill se desarrolló a partir de una onda tropical el 29 de junio al norte de la península de Yucatán. Se organizó lentamente a medida que avanzaba hacia el norte y alcanzó un pico de 97 km/h (60 mph) poco antes de tocar tierra a 43 km (27 millas) al oeste de Chauvin en Luisiana. Bill se debilitó rápidamente sobre la tierra y, a medida que aceleraba hacia el noreste, la humedad de la tormenta, combinada con el aire frío de un frente frío que se acercaba, produjo un brote de 34 tornados. Bill se volvió extratropical el 2 de julio y fue absorbido por el frente frío ese mismo día.
Al tocar tierra en Luisiana, la tormenta produjo una marejada ciclónica moderada que provocó inundaciones por marea. En una ciudad en la parte noreste del estado, el oleaje rompió un dique, que inundó muchas casas en la ciudad. Los vientos moderados combinados con el suelo húmedo derribaron árboles, que luego golpearon algunas casas y líneas eléctricas, y dejaron a cientos de miles sin energía eléctrica. Más hacia el interior, los tornados de la tormenta produjeron daños moderados localizados. A lo largo de su trayectoria, la tormenta tropical Bill causó alrededor de $50 millones en daños (2003 USD) y cuatro muertes.

### Huracán Claudette
Una onda tropical bien organizada siguió rápidamente a través de las Antillas Menores el 7 de julio, produciendo vientos con fuerza de tormenta tropical pero sin lograr una circulación de bajo nivel. Después de organizarse en el Caribe, se convirtió en la tormenta tropical Claudette al sur de la República Dominicana el 8 de julio. Su intensidad fluctuó durante los días siguientes, alcanzando el estado de huracán brevemente el 10 de julio antes de debilitarse y golpear a Puerto Morelos en la península de Yucatán en julio. 11 como tormenta tropical. La tormenta permaneció desorganizada debido a la cizalladura moderada del viento, aunque después de girar hacia el oeste-noroeste en un área de cizalladura más ligera, recuperó el estado de huracán el 15 de julio frente a la costa de Texas; se intensificó rápidamente y tocó tierra en la isla Matagorda con vientos máximos de 90 mph (140 km / h). Poco a poco se debilitó después de llegar a tierra, rastreando el norte de Tamaulipas antes de disiparse en el noroeste de Chihuahua.
El ciclón precursor causó daños leves en las Antillas Menores y las olas del huracán causaron una muerte indirecta frente a Florida. Las inundaciones generalizadas y los fuertes vientos destruyeron o dañaron gravemente 412 edificios en el sureste de Texas, y otros 1,346 edificios sufrieron un impacto menor. El huracán provocó una severa erosión local de las playas a lo largo de la costa. Los fuertes vientos derribaron muchos árboles a lo largo de la costa, causando una muerte directa y otra indirecta. Los daños se estimaron en $180 millones (2003 USD).

### Huracán Danny
Una onda tropical se movió frente a la costa de África el 9 de julio. La parte norte de la onda siguió hacia el oeste-noroeste, y el 13 de julio se desarrolló un área de convección a lo largo del eje de la onda. El sistema se organizó lentamente, y después de que se desarrolló una circulación cerrada de bajo nivel, el sistema se clasificó como depresión tropical Cinco a unas 630 millas (1010 km) al este de Bermuda. Se organizó rápidamente, convirtiéndose en la tormenta tropical Danny un día después de su formación. Siguiendo la periferia de un anticiclón, la tormenta se movió hacia el noroeste antes de girar hacia el norte y luego hacia el noreste. A pesar de estar ubicado en una latitud alta, Danny continuó fortaleciéndose debido a las temperaturas del agua inusualmente cálidas, y el 19 de julio alcanzó el estado de huracán a unas 525 millas (845 km) al sur de St. John's, Terranova y Labrador, a pesar de tener un mínimo inusualmente alto presión por una tormenta de su intensidad. La cizalladura del viento aumentó al día siguiente cuando el huracán viró hacia el este, lo que provocó una tendencia de debilitamiento constante que se aceleró después de cruzar a un área de agua con temperaturas más frías. Para el 20 de julio, el ciclón había girado hacia el sureste y se había debilitado hasta convertirse en depresión tropical, y el 21 de julio degeneró en un área remanente de baja presión. Los restos de Danny se desplazaron erráticamente hacia el suroeste antes de disiparse el 27 de julio a unas 630 millas (1010 km) al este de donde se desarrolló originalmente. No hubo informes de daños o víctimas asociados con Danny.
El huracán Danny no afectó áreas terrestres y no hubo informes de daños o muertes. Al principio de su vida, Danny se movió en dirección a las Bermudas. Sin embargo, un sistema de alta presión obligó al sistema a girar bien hacia el norte, al este de la isla. El huracán entró en la zona de respuesta del Centro Canadiense de Huracanes, aunque no se reportaron vientos de tormenta tropical en aguas canadienses. El Centro Canadiense de Huracanes emitió una advertencia de vendaval para la mitad sur de los Grandes Bancos del sureste, aunque fue cancelada después de que ya no se esperaban vientos huracanados. Sólo un barco informó vientos con fuerza de tormenta tropical asociados con el huracán Danny; un barco el 20 de julio registró un viento del oeste de 45 mph (72 km/h) mientras se encontraba a 105 millas (170 km) al sur del centro. Debido a que Danny permaneció bien mar adentro, no se emitieron advertencias ni alertas.

### Depresión tropical Seis
Una onda tropical se movió hacia el oeste frente a la costa de África el 14 de julio. Después de un seguimiento constante hacia el oeste, un área de tormentas eléctricas se volvió más concentrada a medida que su entorno de nivel superior se volvió más favorable, y a fines del 19 de julio el Centro Nacional de Huracanes (NHC) lo clasificó como depresión tropical Seis mientras se encontraba a unas 1.035 millas (1.666 km) al este de las Antillas Menores. Al ser clasificada como un ciclón tropical, la depresión mantuvo dos bandas de enganche mal definidas al norte y al sur, y originalmente se pronosticó que alcanzaría el estado de huracán antes de pasar por las Antillas Menores. Con aguas cálidas y un pronóstico de cizalladura del viento muy leve, sus condiciones ambientales cumplieron cuatro de cinco parámetros para una rápida intensificación. Posteriormente, la convección disminuyó como resultado de la entrada de aire frío y la inestabilidad de una perturbación en su sureste.
Con una velocidad de avance rápida, la confirmación de una circulación de bajo nivel el 20 de julio se volvió difícil. La curvatura de la convección aumentó el 21 de julio y varias islas de las Antillas Menores emitieron alertas y alertas de tormenta tropical. Después de que pasó al norte de Barbados, un vuelo de cazadores de huracanes no informó una circulación cerrada de bajo nivel, y se estima que la depresión degeneró en una onda tropical abierta a última hora del 21 de julio. Los remanentes trajeron algunas lluvias a las Antillas Menores, y después de rastrear el Caribe, la reurbanización fue impedida por una mayor cizalladura del viento. La parte norte del eje de la onda se dividió y se convirtió en la Depresión Tropical Siete.

### Depresión tropical Siete
Una onda tropical interactuó con un nivel más bajo para desarrollar un área de convección profunda cerca de La Española el 23 de julio. Se desarrolló una circulación de nivel medio a bajo dentro del sistema en el que se rastreó generalmente hacia el norte-noroeste, y con base en observaciones de superficie y satelitales, se estima que el sistema se convirtió en la depresión tropical Siete a las 12:00 UTC del 25 de julio a unas 60 millas (97 km) al este de Daytona Beach, Florida. El sistema estaba integrado en un entorno caracterizado por altas presiones superficiales. Siguiendo a través de un área de temperaturas de agua fría, así como vientos desfavorables en los niveles superiores, la depresión no logró alcanzar vientos superiores a 35 mph (56 km/h).
A principios del 26 de julio se trasladó a tierra en la isla St. Catherines, Georgia, y después de debilitarse constantemente sobre la tierra, se disipó el 27 de julio. Como nunca se pronosticó que la tormenta alcanzaría el estado de tormenta tropical, no se emitieron advertencias ni alertas de tormenta tropical. Sin embargo, se publicaron alertas de inundaciones para gran parte de Georgia y Carolina del Sur. La depresión dejó caer lluvias ligeras a moderadas desde Florida hasta la costa de Carolina del Norte, alcanzando un máximo de 5,17 pulgadas (131 mm) en Savannah, Georgia. En su mayoría, los totales de lluvia entre 1 y 3 pulgadas (25 y 76 mm) fueron comunes.

### Huracán Erika
El sistema precursor del huracán Erika se observó por primera vez como un mínimo no tropical el 9 de agosto a unas 1.150 millas (1.850 km) al este de Bermuda. Siguió rápidamente hacia el suroeste y luego hacia el oeste en conjunto con un nivel bajo en los niveles superiores, lo que impidió el desarrollo tropical. El 13 de agosto un área de convección aumentó a su paso por las Bahamas, y al cruzar Florida se construyó una circulación hacia la superficie; se estima que el sistema se convirtió en la tormenta tropical Erika el 14 de agosto a unas 85 millas (137 km) al oeste-suroeste de Fort Myers, Florida. Una fuerte cresta hizo que la tormenta continuara rápidamente hacia el oeste, y el sistema se fortaleció y organizó gradualmente. Para el 15 de agosto, su movimiento hacia adelante se desaceleró, lo que permitió que la convección se organizara en bandas de lluvia curvas, y al final del día comenzó a desarrollarse una característica ocular. La tormenta tropical Erika alcanzó la categoría de huracán alrededor de las 10:30 UTC cuando se dirigía a tierra en el noreste de Tamaulipas; operacionalmente no fue clasificado como huracán, debido a la falta de datos. Los vientos disminuyeron rápidamente a medida que avanzaba por el terreno montañoso del noreste de México, y el 17 de agosto temprano el ciclón se disipó.
El huracán dejó caer lluvias ligeras a moderadas a lo largo de su trayectoria, lo que provocó algunas inundaciones; en Montemorelos en Nuevo León, dos personas murieron luego de ser arrastradas por las inundaciones. Se informaron varios deslizamientos de tierra, que dejaron numerosas carreteras bloqueadas o intransitables. En el sur de Texas, el huracán causó vientos leves y daños menores, sin reportes de muertos o heridos en los Estados Unidos.

### Depresión tropical Nueve
Una fuerte ola tropical se movió frente a las costas de África el 14 de agosto y, después de seguir de manera constante hacia el oeste, un área de convección comenzó a organizarse mejor el 18 de agosto. Después de rastrear a través de las Antillas Menores, se convirtió en la depresión tropical Nueve el 21 de agosto al sur de Puerto Rico. La depresión mostró rápidamente signos de organización y los meteorólogos predijeron que la depresión se intensificaría hasta convertirse en una fuerte tormenta tropical. Sin embargo, inesperadamente se estableció una fuerte cizalladura del viento del suroeste sobre el sistema, y la depresión degeneró en una onda tropical a fines del 22 de agosto al sur del extremo oriental de la República Dominicana.
La depresión provocó lluvias moderadas en Puerto Rico, donde se registraron de 2 a 3 pulgadas (50 a 75 mm) de precipitación. Las inundaciones de la lluvia entraron en 10 casas y dejaron intransitables algunas calles. Se informó de un deslizamiento de tierra en la parte oriental de la isla. Un río en el noreste de Puerto Rico superó sus márgenes por las inundaciones, aunque volvió a niveles normales en unas horas. Los daños en Puerto Rico totalizaron $20,000 (2003 USD, $28,137 2021 USD). Los remanentes de la depresión cayeron precipitaciones ligeras a moderadas en República Dominicana, lo que provocó inundaciones y desbordes de ríos. Más de 100 casas se inundaron y se informó de algunos daños en las cosechas. La lluvia fue bienvenida en el país, ya que las condiciones fueron secas en los meses anteriores. También se informaron inundaciones en el este de Jamaica, aunque se desconocen los daños allí, si los hay.

### Huracán Fabian
El 25 de agosto de 2003, una onda tropical emergió de la costa de África y dos días después desarrolló suficiente convección organizada para convertirse en la depresión tropical Diez. Siguiendo a través de aguas cálidas y baja cizalladura vertical, la depresión se denominó tormenta tropical Fabián el 28 de agosto. El 30 de agosto, la tormenta se intensificó hasta convertirse en huracán, y rápidamente se fortaleció para alcanzar la categoría de huracán mayor ese mismo día; el 1 de septiembre, Fabián alcanzó su intensidad máxima de 145 mph (233 km/h). El huracán giró hacia el norte y se debilitó gradualmente antes de pasar a 14 millas (23 km) al oeste de las Bermudas el 5 de septiembre con vientos de 120 mph (190 km/h). El ciclón aceleró hacia el noreste en un ambiente de condiciones desfavorables, convirtiéndose en un ciclón extratropical el 8 de septiembre; dos días después se fusionó con otra tormenta extratropical entre el sur de Groenlandia e Islandia.
Las fuertes olas causaron grandes daños en la costa de las Bermudas, destruyendo 10 nidos del petrel de las Bermudas en peligro de extinción. La marejada ciclónica del huracán dejó varado un vehículo con tres oficiales de policía y otro con un residente en la calzada entre la parroquia de St. George y la isla de St. David, y luego arrastrando ambos vehículos hacia Castle Harbor; los cuatro murieron. Los fuertes vientos dejaron a unas 25.000 personas sin electricidad en la isla y también causaron graves daños a la vegetación. Los fuertes vientos dañaron o destruyeron los techos de numerosos edificios en las Bermudas. Los daños en la isla ascendieron a $300 millones (2003 USD). En otros lugares, las fuertes olas del huracán mataron a un surfista en Carolina del Norte y causaron tres muertes frente a Terranova cuando un barco pesquero se hundió.

### Tormenta tropical Grace
Una fuerte ola tropical acompañada de un sistema de baja presión se movió frente a la costa de África el 19 de agosto de 2003. Se movió rápidamente hacia el oeste, sin organizarse significativamente, y desarrolló un área de superficie de baja presión el 29 de agosto en el Golfo de México. La convección continuó organizándose y la onda tropical se convirtió en la depresión tropical Once el 30 de agosto, mientras se encontraba a 539 km al este-sureste de Corpus Christi en Texas. La depresión se intensificó rápidamente para convertirse en la tormenta tropical Grace, aunque la intensificación adicional fue limitada debido a una baja cercana en los niveles superiores. El 31 de agosto, Grace se trasladó a tierra en la isla de Galveston en Texas, y rápidamente se debilitó en tierra. La tormenta giró hacia el noreste y fue absorbida por un frente frío sobre el extremo este de Oklahoma el 2 de septiembre.
La tormenta produjo precipitaciones de ligeras a moderadas desde Texas a través del este de Estados Unidos, alcanzando un máximo de 10,4 pulgadas (260 mm) en el este de Texas. Cerca de donde tocó tierra, Grace produjo inundaciones en áreas bajas y una ligera erosión de las playas. En Oklahoma y el sur de Misuri, los restos de la tormenta provocaron inundaciones localizadas. No se reportaron muertes y los daños fueron mínimos.

### Tormenta tropical Henri
El 22 de agosto, una onda tropical se movió frente a la costa de África y permaneció desorganizada hasta llegar al este del Golfo de México el 1 de septiembre. Una perturbación tropical se convirtió en la depresión tropical Doce el 3 de septiembre a unas 300 millas (480 km) al oeste de Tampa, Florida. Se movió hacia el este y se fortaleció en la tormenta tropical Henri el 5 de septiembre y, a pesar de la fuerte cizalladura del viento, se intensificó para alcanzar vientos máximos de 60 mph (97 km/h) más tarde ese día. Posteriormente, se debilitó rápidamente y golpeó la costa occidental de Florida como una depresión tropical. El 8 de septiembre degeneró en un área remanente de baja presión frente a la costa de Carolina del Norte y, después de llegar a la costa cerca del cabo Hatteras, cruzó los estados del Atlántico Medio y se disipó el 17 de septiembre sobre Nueva Inglaterra.
Henri fue responsable de las fuertes lluvias locales en Florida, pero el daño fue mínimo. Los remanentes de Henri causaron fuertes precipitaciones en Delaware y Pensilvania, causando daños por $19,6 millones (2003 USD). En Delaware, la lluvia provocó inundaciones de ríos sin precedentes, con parte de Red Clay Creek experimentando una inundación de 500 años, y el sistema dejó a 109,000 residentes sin electricidad en Pensilvania.. Los impactos de la tormenta se vieron gravemente agravados la semana siguiente por el huracán Isabel en toda la región.

### Huracán Isabel
Una onda tropical se movió frente a la costa de África el 1 de septiembre, que se convirtió en la Depresión Tropical Trece a primeras horas del 6 de septiembre al suroeste de las islas de Cabo Verde . Rápidamente se intensificó hasta convertirse en la tormenta tropical Isabel,  y continuó intensificándose gradualmente dentro de un área de cizalladura del viento ligera y aguas cálidas.  Isabel se convirtió en huracán el 7 de septiembre y al día siguiente alcanzó la categoría de huracán mayor . Su intensidad fluctuó durante los días siguientes a su paso por el norte de las Antillas Menores, y alcanzó vientos máximos de 266 km/h (165 mph) el 11 de septiembre, un huracán de categoría 5 en la escala Saffir-Simpson.. El huracán osciló entre el estado de Categoría 4 y Categoría 5 durante los siguientes cuatro días, antes de debilitarse debido a la cizalladura del viento. El 18 de septiembre, Isabel tocó tierra entre Cape Lookout y Ocracoke Island en Carolina del Norte con vientos de 105 mph (169 km/h). Continuó hacia el noroeste, convirtiéndose en extratropical sobre el oeste de Pensilvania antes de ser absorbido por una tormenta más grande sobre Ontario el 19 de septiembre. 
Los fuertes vientos de Isabel se extendieron desde Carolina del Norte hasta Nueva Inglaterra y hacia el oeste hasta Virginia Occidental . Los vientos, combinados con las lluvias anteriores que humedecieron el suelo, derribaron muchos árboles y líneas eléctricas en su camino, dejando a unos 6 millones de clientes de electricidad sin electricidad en algún momento. Las áreas costeras sufrieron las olas y su poderosa marejada ciclónica, con áreas en el este de Carolina del Norte y el sureste de Virginia reportando daños severos tanto por los vientos como por la marejada ciclónica. A lo largo de su trayectoria, Isabel resultó en $ 3,6 mil millones en daños (2003 USD) y 47 muertes, de las cuales 16 estaban directamente relacionadas con los efectos de la tormenta. 
Los gobernadores de Pensilvania, Virginia Occidental , Maryland , Nueva Jersey y Delaware declararon el estado de emergencia.  Isabel fue el primer gran huracán para amenazar a los del Atlántico estados y del Sur desde el huracán Floyd en septiembre de 1999. mayor impacto de Isabel era debido a los daños por inundaciones, las peores en algunas áreas de Virginia desde 1972 del huracán Agnes . Más de 60 millones de personas se vieron afectadas en algún grado, un número similar al de Floyd pero más que cualquier otro huracán en la memoria reciente. 

### Depresión tropical Catorce
Una fuerte onda tropical se movió frente a la costa de África el 6 de septiembre y casi de inmediato se asoció con una amplia circulación superficial.  Con vientos favorables en los niveles superiores, el sistema rápidamente se organizó mejor,  y el 8 de septiembre poseía suficiente organización para ser clasificado como Depresión Tropical Catorce mientras se ubicaba a unas 290 millas (470 km) al sureste del extremo sur de las islas Cabo Verde. Inicialmente, la depresión no logró mantener un núcleo interno de convección profunda y, a pesar de su aparición con aire seco cercano, se pronosticó que la depresión se intensificaría hasta alcanzar el estado de huracán debido a las condiciones favorables anticipadas. 
En las horas posteriores a la formación, la convección cerca del centro disminuyó a medida que se disipaban las bandas.  El aire seco aumentó considerablemente sobre la depresión, y para el 9 de septiembre no se pronosticaba que el sistema se intensificaría más allá del estado mínimo de tormenta tropical. Más tarde ese día, una baja en el nivel superior siguió hacia el sur, al oeste de la depresión, lo que aumentó la cizalladura del viento y provocó un movimiento constante de norte a noroeste de la depresión. La circulación se alargó y se separó de la convección cuando pasó justo al oeste de las islas de Cabo Verde, donde trajo fuertes lluvias, y el 10 de septiembre la depresión se disipó. 

### Huracán Juan
Una gran onda tropical se movió frente a la costa de África el 14 de septiembre  y, debido a la cizalladura del viento desfavorable, inicialmente permaneció desorganizada. Un área de convección aumentó en asociación con una baja en el nivel superior, y se convirtió en la Depresión Tropical Quince el 24 de septiembre al sureste de las Bermudas. Se organizó constantemente a medida que avanzaba hacia el norte, intensificándose en la tormenta tropical Juan el 25 de septiembre y alcanzando el estado de huracán el 26 de septiembre.  Con aguas cálidas y una cizalladura del viento ligera, Juan alcanzó vientos máximos de 169 km/h a unos 1.022 km (635 millas) al sur de Halifax, Nueva Escocia . Aceleró hacia el norte, debilitándose solo un poco antes de trasladarse a tierra cerca de Halifax el 29 de septiembre con vientos de 160 km/h (100 mph). Rápidamente se debilitó mientras cruzaba las Marítimas del sur de Canadá antes de ser absorbido por un gran ciclón extratropical sobre el Golfo de San Lorenzo.
La pared del ojo del huracán Juan fue la primera en cruzar directamente Halifax desde un huracán en agosto de 1893; el ciclón se convirtió en uno de los ciclones tropicales más dañinos en la historia moderna para la ciudad. El Juan produjo una marejada ciclónica récord de 1,5 m (4,9 pies), lo que resultó en una gran inundación de las propiedades frente al mar de Halifax y Dartmouth. Los fuertes vientos provocaron casos generalizados de árboles caídos, líneas eléctricas caídas y casas dañadas, y el huracán fue responsable de cuatro muertes directas y cuatro muertes indirectas.  Más de 800.000 personas quedaron sin electricidad. Casi todos los daños relacionados con el viento ocurrieron al este de la trayectoria de la tormenta, y los daños ascendieron a alrededor de $ 200 millones (2003 CAD; $150 millones 2003 USD). 

### Huracán Kate
Kate se desarrolló a partir de una onda tropical en el Atlántico tropical central el 25 de septiembre. La tormenta se movió hacia el noroeste hasta que una debilidad en la dorsal subtropical la obligó a moverse hacia el este. Kate se fortaleció hasta convertirse en huracán, giró bruscamente hacia el oeste mientras se movía alrededor de una baja de nivel medio y se intensificó hasta convertirse en huracán mayor de 201 km/h (125 mph) el 4 de octubre. Kate giró bruscamente hacia el norte alrededor de la periferia de un anticiclón, se debilitó y se convirtió en extratropical tras pasar al este de Terranova . La tormenta extratropical persistió durante tres días hasta perder su identidad cerca de Escandinavia. 
Kate amenazó el Atlántico canadiense solo una semana después de que el huracán Juan causara graves daños en Nueva Escocia. La tormenta tuvo efectos mínimos en tierra, limitados a vientos moderadamente fuertes y fuertes lluvias sobre Terranova;  St. John's reportó 1,8 pulgadas (46 mm) el 6 de octubre, un récord para la fecha.  La interacción entre Kate y un área de alta presión al norte produjo olas de 3 a 4 pies (1 m) a lo largo de la costa de Carolina del Norte y Nueva Inglaterra. 

### Tormenta tropical Larry
Una onda tropical se movió frente a la costa de África el 17 de septiembre y desarrolló un área de baja presión el 27 de septiembre en el Caribe occidental. Llegó a tierra a lo largo de la península de Yucatán el 29 de septiembre y se convirtió en un ciclón extratropical al interactuar con un frente frío estacionario . La convección profunda aumentó y pasó a ser la tormenta tropical Larry el 1 de octubre. Larry se desplazó generalmente hacia el sur y, después de alcanzar vientos máximos de 105 km/h (65 mph), tocó tierra en el estado mexicano de Tabasco el 5 de octubre  la primera llegada a tierra en la región desde el huracán Brenda en 1973. Los remanentes de Larry cruzaron el Istmo de Tehuantepec , degenerando en un área remanente de baja presión antes de disiparse el 7 de octubre en el Océano Pacífico oriental. 
La tormenta provocó inundaciones y deslizamientos de tierra en toda la región, y coincidió con la llegada a tierra en el suroeste de México de dos ciclones tropicales del Pacífico, Nora y Olaf , que se sumaron a los daños.  En general, la tormenta resultó en cinco muertes y $ 53,4 millones en daños (2003 USD). 

### Tormenta tropical Mindy
Una onda tropical salió de la costa de África el 1 de octubre y se desplazó hacia el oeste. El 8 de octubre, las tormentas eléctricas se extendieron por las Antillas Menores y la ola se organizó lentamente. Las precipitaciones alcanzaron 2,98 pulgadas (76 mm) en Christiansted en Saint Croix y 7,13 pulgadas (181 mm) cerca de Ponce, Puerto Rico .  Los fuertes vientos dejaron a unas 29.000 personas sin electricidad en el noreste de Puerto Rico. La lluvia destrozó puentes en Las Piedras y Guayama , y condujo a arroyos inundados, árboles caídos y desprendimientos de rocas que cerraron cuatro caminos. Un automóvil fue arrastrado,  y algunas casas se inundaron.  El daño total fue de al menos $46,000 (2003 USD). 
Giró hacia el noroeste a través de una debilidad en la dorsal subtropical y, a pesar de la fuerte cizalladura del viento, se convirtió en la tormenta tropical Mindy a últimas horas del 10 de octubre sobre el este de República Dominicana , con vientos máximos de 72 km/h (45 mph).  Produjo 2,63 pulgadas (67 mm) de lluvia en Santiago Rodríguez, lo que provocó inundaciones y dañó 320 casas. Aunque se prevé que se intensifique a vientos de 105 km/h (65 mph), la tormenta se debilitó debido a la cizalladura del viento. El centro pasó cerca de las Islas Turcas y Caicos el 11 de octubre,  y los vientos alcanzaron solo 50 km/h (31 mph) en la isla Gran Turca . El 12 de octubre, Mindy se debilitó a una depresión tropical y luego giró hacia el este debido a que se acercaba una vaguada de onda corta . Desprovista de convección profunda, la circulación se disipó el 14 de octubre a unos 716 km (445 millas) al sursudoeste de las Bermudas. Mindy produjo marejadas de 2 a 3 pies (0,6 a 0,9 m) a lo largo de la costa atlántica de EE. UU. desde Florida hasta Carolina del Norte . 

### Tormenta tropical Nicholas
Formado a partir de una onda tropical el 13 de octubre en el Océano Atlántico tropical central, Nicholas se desarrolló lentamente debido a los niveles moderados de cizalladura del viento a lo largo de su vida. La convección profunda se organizó lentamente y Nicholas alcanzó una intensidad máxima de 110 km/h (70 mph) el 17 de octubre. Después de moverse hacia el oeste-noroeste durante gran parte de su vida, giró hacia el norte y se debilitó debido al aumento de la cizalladura. La tormenta volvió a girar hacia el oeste y se fortaleció brevemente, pero después de girar de nuevo hacia el norte, Nicholas pasó a ser un ciclón extratropical el 24 de octubre. Como tormenta extratropical, Nicholas ejecutó un gran bucle hacia el oeste y, después de moverse erráticamente durante una semana y organizándose en una baja tropical, fue absorbida por una baja no tropical. La baja continuó hacia el oeste, cruzó Florida, y finalmente se disipó sobre la costa del Golfo de los Estados Unidos el 5 de noviembre. 
Nicholas no tuvo impacto como ciclón tropical, y el impacto de la baja que absorbió la tormenta se limitó a lluvia, ráfagas de viento y fuerte oleaje. La baja que absorbió la tormenta casi se convirtió en un ciclón tropical, que se habría llamado Odette. Sin embargo, la cizalladura del viento moderada impidió un mayor desarrollo. 

### Tormenta tropical Odette
Odette fue una rara tormenta tropical de diciembre, la primera desde el huracán Lili en 1984, que se formó el 4 de diciembre en el suroeste del Mar Caribe. Se convirtió en la segunda tormenta tropical registrada en diciembre en formarse en el Mar Caribe, después de un huracán en 1822. Odette se fortaleció y tocó tierra cerca de Cabo Falso en la República Dominicana el 6 de diciembre como una tormenta tropical moderadamente fuerte. Un día después, Odette se volvió extratropical y finalmente se fusionó con un frente frío. 
Ocho muertes se atribuyeron directamente a esta tormenta tropical en República Dominicana debido a deslizamientos de tierra o inundaciones repentinas. Además, dos muertes fueron causadas indirectamente por la tormenta. Se destruyó aproximadamente el 35% de la cosecha de banano del país.  Se reportaron lluvias ligeras a moderadas en Puerto Rico . 

### Tormenta tropical Peter
Para el 5 de diciembre, se desarrolló un ciclón extratropical y se movía hacia el sur, aislado de los vientos del oeste. La convección se desarrolló cerca del centro y el sistema se organizó en una tormenta subtropical a última hora del 7 de diciembre, a unos 1344 km (835 millas) al sursudoeste de las Azores. El sistema se movió hacia el suroeste sobre aguas más cálidas y la convección profunda continuó organizándose sobre el centro. Las características de las bandas también aumentaron y el Centro Nacional de Huracanes declaró el sistema como tormenta tropical Peter el 9 de diciembre, a unos 1580 km (980 millas) al noroeste de las islas de Cabo Verde. Con el desarrollo de Peter y Odette, 2003 se convirtió en el primer año desde 1887que dos tormentas estuvieron activas en el mes de diciembre. 
Inicialmente, el Centro Nacional de Huracanes no anticipó un fortalecimiento;  sin embargo, Peter se intensificó con vientos de 110 km/h (70 mph) a últimas horas del 9 de diciembre, después de que se desarrollara una característica ocular . Por lo general, eso indicaría la intensidad de un huracán, pero como el ojo duró poco, Peter siguió siendo una tormenta tropical. Giró hacia el norte por delante del mismo sistema frontal que absorbió la tormenta tropical Odette , y la combinación de fuertes vientos en los niveles superiores y temperaturas más frías del agua provocó un rápido debilitamiento. El 10 de diciembre, Peter degeneró en depresión tropical y, después de girar hacia el noreste, fue absorbido por el frente frío al día siguiente. 

## Nombre de los ciclones tropicales
Los siguientes nombres serán usados para los ciclones tropicales que se formen en el océano Atlántico norte en 2003. Los nombres no usados están marcados con gris. Los nombres que no fueron retirados y serán usados de nuevo en la temporada de 2009. Esta es la misma lista utilizada en la temporada del 1997. Los nombres Larry, Mindy, Nicholas, Odette y Peter se usaron por primera vez este año.
| - Ana - Bill - Claudette - Danny - Erika - Fabian - Grace | - Henri - Isabel - Juan - Kate - Larry - Mindy - Nicholas | - Odette - Peter - Rose (sin usar) - Sam (sin usar) - Teresa (sin usar) - Victor (sin usar) - Wanda (sin usar) |

### Nombres retirados
El 30 de abril de 2004, la Organización Meteorológica Mundial (OMM) retiró tres nombres: Fabian, Isabel y Juan debido a los daños y numerosas muertes que han ocasionado durante la temporada. Fueron reemplazados en la temporada de 2009 por Fred, Ida y Joaquin, respectivamente. El nombre Joaquín no se utilizó durante la temporada de 2009, se utilizó por primera y única vez en la temporada de 2015, aunque posteriormente se retiró.

## Estadísticas de temporada
Esta es una tabla de todos los sistemas que se han formado en la temporada de huracanes de 2003. Incluye su duración, nombres, áreas afectada(s), indicados entre paréntesis, daños y muertes totales. Las muertes entre paréntesis son adicionales e indirectas, pero aún estaban relacionadas con esa tormenta. Los daños y las muertes incluyen totales mientras que la tormenta era extratropical, una onda o un baja, y todas las cifras del daño están en USD 2003.
| Nombre                  | Fechas activo                 | Categoría de tormenta en intensidad máxima | Vientos máx. (km/h) | Presión min (hPa) | ACE    | Áreas afectadas                | Áreas afectadas  | Áreas afectadas | Daños (en millones USD) | Muertos |
| Nombre                  | Fechas activo                 | Categoría de tormenta en intensidad máxima | Vientos máx. (km/h) | Presión min (hPa) | ACE    | Lugar                          | Fecha            | Vientos (km/h)  | Daños (en millones USD) | Muertos |
| ----------------------- | ----------------------------- | ------------------------------------------ | ------------------- | ----------------- | ------ | ------------------------------ | ---------------- | --------------- | ----------------------- | ------- |
| Ana                     | 21-24 de abril                | Tormenta tropical                          | 95 (60)             | 994               | 2.63   | Ninguno                        | Ninguno          | Ninguno         | 0                       | 2       |
| Dos                     | 11 de junio                   | Depresión tropical                         | 55 (35)             | 1008              | 0      | Ninguno                        | Ninguno          | Ninguno         | 0                       | 0       |
| Bill                    | 28 de junio-2 de julio        | Tormenta tropical                          | 95 (60)             | 997               | 1.39   | Terrebonne Parish, Luisiana    | 30 de junio      | 95 (60)         | $50.5 millones          | 4       |
| Claudette               | 8-17 de julio                 | Huracán categoría 1                        | 150 (90)            | 979               | 9.24   | Puerto Morelos                 | 11 de julio      | 85 (50)         | $181 millones           | 1 (2)   |
| Claudette               | 8-17 de julio                 | Huracán categoría 1                        | 150 (90)            | 979               | 9.24   | Isla Matagorda                 | 15 de julio      | 140 (85)        | $181 millones           | 1 (2)   |
| Danny                   | 16-21 de julio                | Huracán categoría 1                        | 120 (75)            | 1000              | 4.5575 | Ninguno                        | Ninguno          | Ninguno         | 0                       | 0       |
| Seis                    | 19-21 de julio                | Depresión tropical                         | 55 (35)             | 1010              | 0      | Ninguno                        | Ninguno          | Ninguno         | 0                       | 0       |
| Siete                   | 25-27 de julio                | Depresión tropical                         | 55 (35)             | 1015              | 0      | Ninguno                        | Ninguno          | Ninguno         | 0                       | 0       |
| Erika                   | 14-17 de agosto               | Huracán categoría 1                        | 120 (75)            | 986               | 2.1025 | Tamaulipas                     | 16 de agosto     | 120 (75)        | $100 mil                | 2       |
| Nueve                   | 21-22 de agosto               | Depresión tropical                         | 55 (35)             | 1007              | 0      | Ninguno                        | Ninguno          | Ninguno         | $20 mil                 | 0       |
| Fabian                  | 27 de agosto-8 de septiembre  | Huracán categoría 4                        | 230 (145)           | 939               | 43.155 | Bermudas                       | 5 de septiembre  | 185 (115)       | $300 millones           | 8       |
| Grace                   | 30 de agosto-2 de septiembre  | Tormenta tropical                          | 65 (40)             | 1007              | 0.49   | Isla Galveston, Texas          | 31 de agosto     | 65 (40)         | $113 mil                | 0       |
| Henri                   | 3-8 de septiembre             | Tormenta tropical                          | 95 (60)             | 997               | 0.5325 | Ninguno                        | Ninguno          | Ninguno         | $19.6 millones          | 0       |
| Isabel                  | 6-19 de septiembre            | Huracán categoría 5                        | 270 (165)           | 915               | 63.28  | Drum Inlet, Carolina del Norte | 18 de septiembre | 170 (115)       | $3.6 mil millones       | 16 (35) |
| Catorce                 | 8-10 de septiembre            | Depresión tropical                         | 55 (35)             | 1007              | 0      | Ninguno                        | Ninguno          | Ninguno         | 0                       | 0       |
| Juan                    | 24-29 de septiembre           | Huracán categoría 2                        | 175 (110)           | 969               | 9.395  | Halifax, Nueva Escocia         | 29 de septiembre | 165 (105)       | $200 millones           | 4 (4)   |
| Kate                    | 25 de septiembre-7 de octubre | Huracán categoría 3                        | 205 (125)           | 952               | 21.885 | Ninguno                        | Ninguno          | Ninguno         | 0                       | 0       |
| Larry                   | 1-6 de octubre                | Tormenta tropical                          | 100 (65)            | 993               | 4.145  | Paraíso, Tabasco               | 5 de octubre     | 95 (60)         | $53.6 millones          | 5       |
| Mindy                   | 10-14 de octubre              | Tormenta tropical                          | 75 (45)             | 1002              | 0.8475 | Ninguno                        | Ninguno          | Ninguno         | $50 mil                 | 0       |
| Nicholas                | 13-23 de octubre              | Tormenta tropical                          | 110 (70)            | 990               | 7.25   | Ninguno                        | Ninguno          | Ninguno         | 0                       | 0       |
| Odette                  | 4-7 de diciembre              | Tormenta tropical                          | 100 (65)            | 993               | 2.755  | República Dominicana           | 6 de diciembre   | 95 (60)         | $8 millones             | 8 (2)   |
| Peter                   | 7-11 de diciembre             | Tormenta tropical                          | 110 (70)            | 990               | 1.095  | Ninguno                        | Ninguno          | Ninguno         | 0                       | 0       |
| Totales de la temporada |                               |                                            |                     |                   |        |                                |                  |                 |                         |         |
| 21 ciclones             | 20 de abril – 11 de diciembre |                                            | 270 (165)           | 915               | 174.75 | '                              | '                | '               | $4.42 mil millones      | 50 (43) |